# Apatolestes affinis
Apatolestes affinis är en tvåvingeart som beskrevs av Philip 1941. Apatolestes affinis ingår i släktet Apatolestes och familjen bromsar. Inga underarter finns listade i Catalogue of Life.